# Terrinches
Terrinches ist ein Dorf und eine spanische Gemeinde (municipio) mit 586 Einwohnern (Stand: 2024) im Südosten der historischen Landschaft La Mancha in der Provinz Ciudad Real in der Region Kastilien-La Mancha in Zentralspanien. 

## Lage und Klima
Terrinches liegt etwa 105 Kilometer südöstlich von Ciudad Real in einer Höhe von ca. 980 m. Das Klima ist meist trocken und warm; der spärliche Regen (ca. 504 mm/Jahr) fällt überwiegend in den Wintermonaten.

## Bevölkerungsentwicklung
| Jahr      | 1970 | 1981 | 1991 | 2001 | 2011 | 2021 |
| Einwohner | 1690 | 1314 | 1102 | 924  | 844  | 642  |

Infolge der Mechanisierung der Landwirtschaft, der Aufgabe bäuerlicher Kleinbetriebe („Höfesterben“) und der dadurch ausgelösten „Landflucht“ ist die Einwohnerzahl der Gemeinde in der zweiten Hälfte des 20. Jahrhunderts deutlich gesunken.

## Sehenswürdigkeiten
- Archäologische Grabungsstätte von Castillejo del Bonete (bronzezeitliche Siedlungsreste)
- Turm aus dem 13. Jahrhundert
- Dominikuskirche (Iglesia de Nuestra Señora de la Asunción), 1468 bis 1493 erbaut
- Marienkapelle (Ermita de Nuestra Señora de Luciana) aus dem 17. Jahrhundert

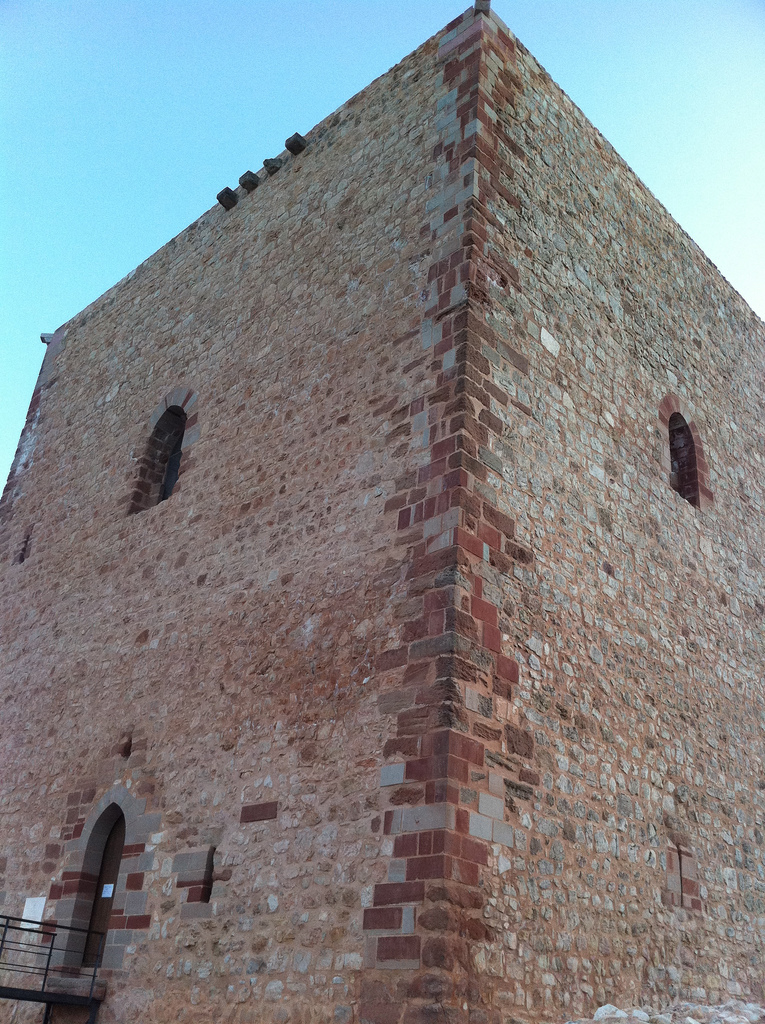
Turm
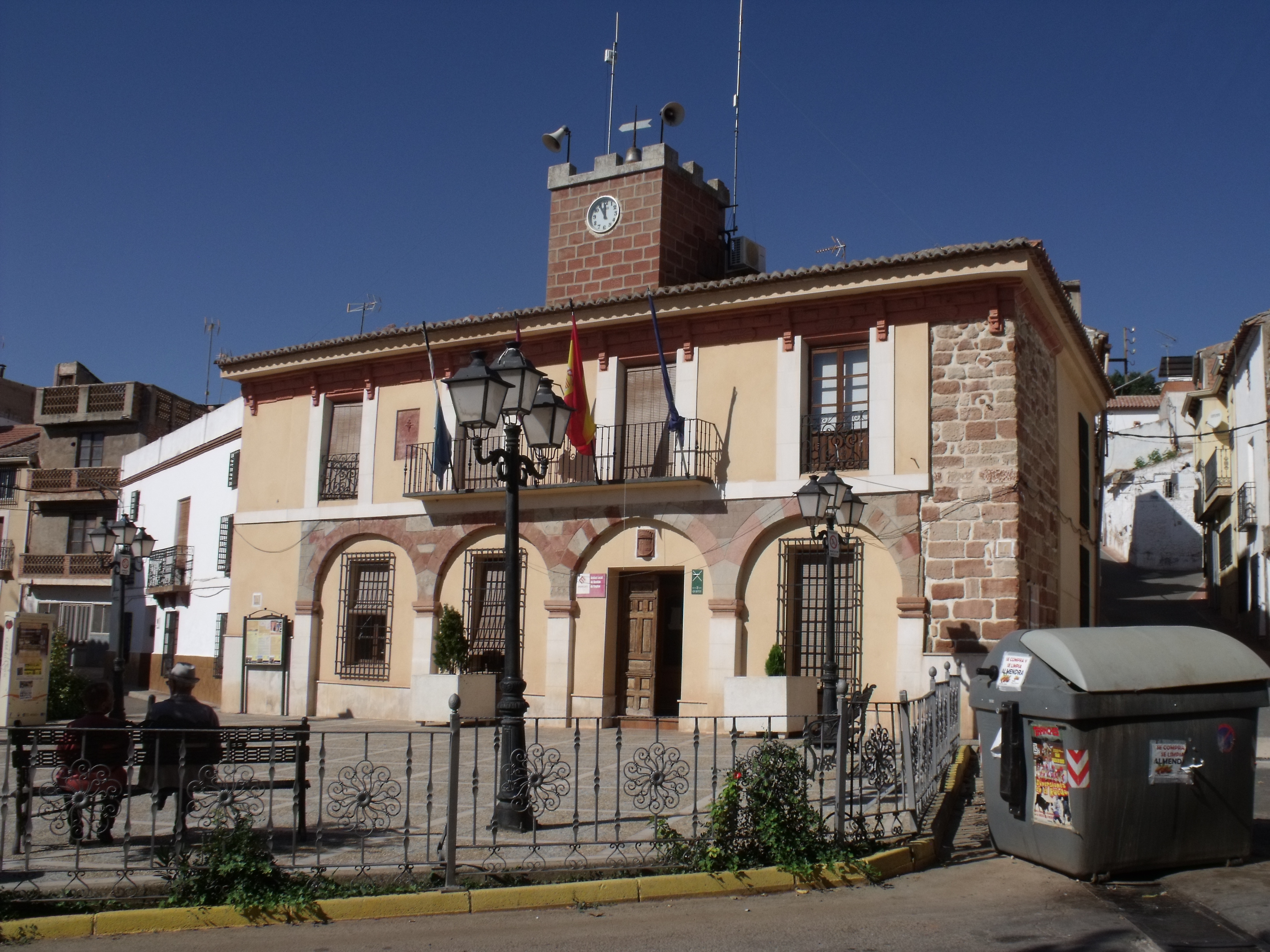
Rathaus